# Shorea malibato
Shorea malibato är en tvåhjärtbladig växtart som beskrevs av Foxworthy. Shorea malibato ingår i släktet Shorea och familjen Dipterocarpaceae. Inga underarter finns listade i Catalogue of Life.